# Homoeomma elegans
Homoeomma elegans là một loài nhện trong họ Theraphosidae.
Loài này thuộc chi Homoeomma. Homoeomma elegans được miêu tả năm 1958 bởi Gerschman & Schiapelli.